# Barbara Bronnen
Barbara Bronnen, née le 19 août 1938 à Berlin et morte le 10 août 2019 à Munich, est une écrivaine allemande. Elle est l'auteure d'histoires, de romans et de livres documentaires.

## Biographie
Barbara Bronnen naît le 19 août 1938 à Berlin. Elle est la fille de la journaliste Hildegard Bronnen-von Lossow et de l'écrivain Arnolt Bronnen (en). Elle passe sa jeunesse en Autriche, étudie la langue, la littérature et la philosophie allemandes à Munich de 1957 à 1962, où elle obtient son doctorat en 1962. Elle travaille ensuite comme rédactrice et journaliste et, en 1987, est professeure invité de poésie à l'université de Bamberg.
Elle est mariée à l'auteur et réalisateur Manfred Grunert jusqu'en 1980. Elle épouse ensuite le réalisateur Dieter Lemmel, avec qui elle a un fils et dont elle vit séparée depuis 1990.
Elle est membre du PEN-Zentrum Deutschland et de l'Österreichischer P.E.N.-Club.
Jusqu'à sa mort le 10 août 2019 à Munich, elle vit comme écrivaine indépendante à Munich. Sa sœur est l'actrice Franziska Bronnen (de).

## Œuvres
- Die Briefstellerin, Droemer Knaur, 1986
- Mein erotisches Lesebuch, Deutscher Taschenbuch Verlag, 1986
- Das Monokel., Deutscher Taschenbuch Verlag, 2000
- Leas siebter Brief, dtv premium, 1998
- Du brauchst viele Jahre, um jung zu werden, Sanssouci Verlag, 2004
- Lametta im Augus, Sanssouci Verlag, 2004
- Gebrauchsanweisung für die Toskana, Piper Verlag, 2004
- München und Umgebung. Bierschaumwölkchen und Frauen-Türme, Sanssouci Verlag, 2005
- Fliegen mit gestutzten Flügeln – Die letzten Jahre der Ricarda Huch 1933–1947, Arche Verlag, 2007
- Liebe bis in den Tod, Arche Verlag, 2008
- Meine Väter, Insel, 2012

## Prix et distinctions (sélection)
- 1978 : Silberne Feder de l'Association médicale allemande[5]
- 1981 : Tukan-Preis de la ville de Munich[5]
- 1985 : Prix de littérature de Ministère autrichien de l'éducation et des arts[6]
- 1987 : Prix  Max-von-der-Grün de "Littérature sur le monde du travail" par la Chambre des travailleurs de Haute-Autriche et la ville de Linz[6]
- 1988-1989 : écrivain de la ville de Linz[7]
- 1990 : Prix Ernst-Hoferichter de la ville de Munich[8]
- 2015 : Prix d'art de Schwabing[9]